# Grupamento Naval do Sul-Sudeste
O Grupamento de Patrulha Naval do Sul-Sudeste é um comando da Marinha do Brasil atuante no litoral dos estados de São Paulo e Paraná, contando com os navios-patrulha (NPa) Guajará (P-44), Guaporé (P-45) e Maracanã (P-72), os navios aviso-patrulha Barracuda e Espadarte e a lancha blindada Mangangá. Sua sede está no cais da Marinha na margem direita do porto de Santos, subordinando-se ao 8.º Distrito Naval.
Sua atuação é complementar à da Capitania dos Portos de São Paulo, sediada no mesmo cais. As duas organizações representam a Marinha na rede de segurança do Porto de Santos, o maior complexo portuário da América Latina, por onde passa um quarto da balança comercial brasileira. O Grupamento permite ao 8.º Distrito Naval patrulhar a Bacia de Santos, zona de extração de petróleo e gás natural na camada pré-sal, e reprimir o narcotráfico e os roubos a barcos. Suas missões incluem a fiscalização do tráfego aquaviário e a busca e salvamento marítima.
As obras no cais iniciaram em 2014, mas por restrições orçamentárias, o Grupamento completo só foi ativado em 2018, contando, à época, com os dois avisos-patrulha, com a chegada iminente da lancha blindada. A lancha, apelidada de “caveirão dos mares”, pode ser usada para apoiar as operações da Polícia Federal. Os avisos-patrulha só operam em áreas costeiras, por conta do seu pequeno tamanho, e não têm armamentos fixos; essas capacidades só são presentes nos navios-patrulha, os maiores do Grupamento. O Guajará e o Guaporé, até então pertencentes ao 1.º Distrito Naval, no Rio de Janeiro, foram transferidos a Santos em 2019. O Maracanã foi acrescentado em 2023.